# No Good Woman
No Good Woman è il quinto album in studio del gruppo musicale britannico Geordie, pubblicato nel 1978 dalla Red Bus.
Il disco fu pubblicato in un periodo di crisi della band: infatti, sono presenti varie canzoni, registrate in anni diversi e con formazioni diverse dei Geordie.
È stato ristampato su CD nel 2000 dalla casa discografica inglese Landmark: in quest'occasione sono state aggiunte due canzoni bonus.

## Tracce
1. No Good Woman (Malcolm - Ditchburn)
2. Wonder Song (Malcolm - Ditchburn)
3. Going to the City (Rootham - Johnson - Robson)
4. Rock'n'Roll Fever (Yellowstone - Danova - Voice)
5. Ain't It a Shame (Malcolm - Ditchburn)
6. Give It All You Got (Malcolm)
7. Show Business (Malcolm)
8. You've Got It (Malcolm)
9. Sweet Little Rock'n'Roller (Yellowstone - Danova - Howdar)
10. Victoria (Malcolm)
11. Dollars - Deutsche Marks (Johnson - Co.Durhan) (bonus edizione CD)
12. I Remember (Hill - Johnson) (bonus edizione CD)

## Formazione
- Brian Johnson – voce (tracce 3-4, 9, 11-12)
- Vic Malcolm – chitarra, voce
- Tom Hill – basso
- Brian Gibson – batteria
- Derek Rootham – chitarra
- Dave Robson – basso
- Davy Whittaker – batteria
- Dave Ditchburn – voce
- Frank Gibbon – basso
- George Defty – batteria
- Alan Clark – tastiera